# Hibbertia monticola
Hibbertia monticola är en tvåhjärtbladig växtart som beskrevs av T.D. Stanley. Hibbertia monticola ingår i släktet Hibbertia och familjen Dilleniaceae. Inga underarter finns listade i Catalogue of Life.